# Jantar (województwo pomorskie)
Jantar (niem. Pasewark) – wieś w Polsce położona w województwie pomorskim, w powiecie nowodworskim, w gminie Stegna na pograniczu Mierzei Wiślanej i Żuław Wiślanych, z przystanią morską dla rybaków (pas plaży), przy drodze wojewódzkiej nr 501.
Wieś na szlaku Żuławskiej Kolei Dojazdowej. Leży pomiędzy Mikoszewem a Stegną. Przez te obszary przechodził niegdyś szlak bursztynowy. Co roku w okresie wakacji letnich odbywają się tutaj Mistrzostwa Świata w Poławianiu Bursztynu. W miejscowości działa Stowarzyszenie Rozwoju Miejscowości Jantar, którego głównym celem jest wspieranie wszechstronnego i zrównoważonego rozwoju: społecznego, kulturalnego i gospodarczego miejscowości Jantar.

## Historia
Słowo „Jantar” pochodzi od litewskiego odpowiednika słowa bursztyn. Pierwsze informacje o miejscowości zostały odnotowane w 1400 roku w księdze Komturstwa malborskiego. W osadzie zlokalizowane były dwie karczmy. Na początku XIV wieku mieszkańcy uczestniczyli w zakładaniu organizacji przeciwpowodziowej – Związku Wałowego. W czasie wielkiej wojny 1409–1411 Jantar został ograbiony i zdewastowany przez wojska oblegające zamek w Malborku. Po II Pokoju toruńskim wieś stała się własnością miasta Gdańska. W 1903 roku utworzona została publiczna Szkoła Powszechna z sześcioma klasami. W 1945 roku nadano miejscowości nazwę Paców, by w 1947 zmienić ją na Jantar. W 1945 roku założono Szkołę Podstawową.
Wieś należąca do Mierzei Wiślanej terytorium miasta Gdańska położona była w drugiej połowie XVI wieku w województwie pomorskim.
W latach 1954–1958 wieś należała i była siedzibą władz gromady Jantar, po jej zniesieniu w gromadzie Stegna. W latach 1975–1998 miejscowość administracyjnie należała do województwa elbląskiego.

## Turystyka
Jest to miejscowość turystyczna z rozwiniętą bazą noclegową, strzeżonym przez ratowników WOPR kąpieliskiem morskim oraz punktami gastronomicznymi, otoczona lasami iglasto-liściastymi. W Jantarze znajduje się kryta pływalnia, szkoła podstawowa, kościół, staw rybny Polskiego Związku Wędkarstwa. Istnieje pasieka, mini zoo, stadnina koni, szkoła jeździecka. W sezonie letnim miejscowość tętni życiem, w okresie zimowym miejscowość staje się cicha i spokojna, ale pełna spacerowiczów. W miejscowości powstaje nowoczesne osiedle mieszkaniowe. Na plaży organizowany jest Turniej Piłki Nożnej Plażowej o Bursztynowy Puchar.